# Prêmio Emmy Internacional de melhor série de curta duração
O Prêmio Emmy Internacional de melhor série de curta duração (em inglês: International Emmy Award for Short-Form Series) é uma categoria estabelecida em 2017 pela Academia Internacional das Artes e Ciências Televisivas (IATAS). Ele reconhece programas de ficção e não ficção com episódios de menos de meia hora, inicialmente produzidos e exibidos fora dos Estados Unidos.
Anteriormente, séries de curta duração eram reconhecidas pela Academia Internacional nos Prêmios Emmy Internacional Digital durante a Miptv, nas categorias Digital: Ficção e Não Ficção.

## Regras
Uma série de curta duração é definida como um programa original, seja de ficção ou não-ficção, cujos episódios têm menos de meia hora de duração. Para submissão, vários episódios devem ser agrupados como uma única entrada, totalizando aproximadamente 20-30 minutos (por exemplo, 2 episódios de 10 minutos cada). Para séries com episódios de menos de 10 minutos, são necessários três (3) episódios para submissão. Séries voltadas para um público mais jovem (0-18 anos) devem ser inscritas na categoria correspondente de "Infantojuvenil". Séries independentes não são elegíveis para esta categoria.

## Resumo
| N° de vitórias | País          |
| -------------- | ------------- |
| 2              | Nova Zelândia |

## Vencedores
| Ano  | Vencedor                           | País          | Emissora(s)                                | Resultado |
| ---- | ---------------------------------- | ------------- | ------------------------------------------ | --------- |
| 2017 | Familie Braun                      | Alemanha      | Polyphon / ZDF                             | Venceu    |
| 2017 | Ahi Afuera                         | Argentina     | Studio +/Iconoclast                        | Indicado  |
| 2017 | The Amazing Gayl Pile              | Canadá        | LaRue Entertainment                        | Indicado  |
| 2017 | Crime Time - Hora de Perigo        | Brasil        | Studio +/John Doe Productions/22H22        | Indicado  |
| 2018 | Una historia necesaria             | Chile         | Tridi Films/CNTV /Escuela de Cine de Chile | Venceu    |
| 2018 | How to Buy a Baby                  | Canadá        | LoCo Motion Pictures                       | Indicado  |
| 2018 | L'Âge adulte                       | Canadá        | Productions Pixcom                         | Indicado  |
| 2018 | The Sensible Life of Director Shin | Coreia do Sul | Seventytwo Seconds                         | Indicado  |
| 2019 | Hack The City                      | Brasil        | Fox Lab Brazil/Yourmama                    | Venceu    |
| 2019 | Wrong Kind of Black                | Austrália     | Princess Pictures                          | Indicado  |
| 2019 | Luottomies                         | Finlândia     | Yle                                        | Indicado  |
| 2019 | dxyz                               | Coreia do Sul | 72Seconds                                  | Indicado  |
| 2020 | #martyisdead                       | Tchéquia      | Bionaut/MALL.TV/cz.nic                     | Venceu    |
| 2020 | Content                            | Austrália     | Ludo Studio                                | Indicado  |
| 2020 | Mil manos por Argentina            | Argentina     | Storylab/Atomic Lab/Flow                   | Indicado  |
| 2020 | People Like Us                     | Singapura     | Cheo Pictures/Pilgrim Pictures             | Indicado  |
| 2021 | INSiDE                             | Nova Zelândia | Luminous Beast                             | Venceu    |
| 2021 | Beirut 6:07                        | Líbano        | Shahid/Imagic                              | Indicado  |
| 2021 | Diário de Um Confinado             | Brasil        | Globoplay                                  | Indicado  |
| 2021 | Gente hablando                     | Espanha       | Set Màgic/Atresmedia                       | Indicado  |
| 2022 | Rūrangi                            | Nova Zelândia | Autonomouse/The Yellow Affair              | Venceu    |
| 2022 | Espíritu Pionero                   | Argentina     | TV Pública                                 | Indicado  |
| 2022 | Fly on the Wall                    | Catar         | Al Jazeera                                 | Indicado  |
| 2022 | Nissene i bingen                   | Noruega       | Seefood TV                                 | Indicado  |
| 2023 | Des gens bien ordinaires           | França        | Magneto Prod./Canal+                       | Venceu    |
| 2023 | Linchamentos                       | Brasil        | RecordTV/PlayPlus                          | Indicado  |
| 2023 | Man vs. Bee                        | Reino Unido   | RedRum Films                               | Indicado  |
| 2023 | The Mandela Project                | África do Sul | Paramount International                    | Indicado  |
| 2024 | Punt de no retorn                  | Espanha       | TV3 Catalonia                              | Venceu    |
| 2024 | Kweens of the Queer Underground    | Austrália     | Sydney Production Company/ABC/Create NSW   | Indicado  |
| 2024 | La vida de nosotras                | Chile         | BTF Media/CNTV/TVN                         | Indicado  |
| 2024 | Kenshiro ni Yoroshiku              | Japão         | DMM.com LLC/So-ket corp.                   | Indicado  |